# Erico II de Dinamarca
Erico II Emune el Memorable (c. 1090 – 18 de julio de 1137), rey de Dinamarca de 1134 a 1137.
Era hijo ilegítimo de Erico I de Dinamarca con una concubina desconocida.
Tras el fallecimiento de Canuto Lavard, asesinado por Magnus Nilsson, hijo del rey Nicolás I de Dinamarca, Erico II Emune se unió a los partidarios de su hermanastro asesinado, dirigidos por la familia de Skjalm Hvide de Sirelland, para oponerse a la autoridad real. Fue derrotado y tuvo que huir a Noruega en 1133. El arzobispo de Lund, Asser, primo hermano de Canuto Lavard, prestó ayuda a Erico y el emperador germánico Lotario II se enfrentó al rey Nicolás en 1134 en Halberstadt. Magnus Nilson tuvo que rendir vasallaje, por vez primera en la historia del reino, al Imperio.
El ejército de Erico II Emune, que se había reunido en Lund, se vio reforzado por 300 caballeros mercenarios alemanes que el 4 de junio de 1134 infligió una sangrienta derrota en la batalla de Fotevik, cerca de Skanör en Escania, a las tropas reales, en la cual murió Magnus Nilsson junto con cinco obispos y numerosos nobles daneses. Nicolás I huyó, refugiándose en el Sur de Jutlandia, donde fue asesinado por los burgueses el 25 de junio de 1135.
Erico II fue reconocido como rey y, en recompensa, otorgó a sus partidarios los cargos y títulos de los fallecidos. Eskil Christiernsen, sobrino del arzobispo de Asser, fue nombrado obispo de Roskilde. Con el fin de asegurar su posición, Erico Emune hizo ejecutar, en 1135, con ocho de sus hijos, a su hermanastro Harald Kesja que intentaba acceder al trono en Jutlandia.
En medio de estas refriegas, estalló una rebelión de los campesinos de Selandia y el rey fue asesinado en Ribe el 18 de septiembre de 1137.
En 1131 Erico II Emune se casó con Malmfrid, hija de Mstislav I de Kiev y primera esposa del rey Sigurd I de Noruega, que la había repudiado. No tuvo más que un hijo natural, el futuro Svend III, nacido antes de 1125.